# Percnia belluaria
Percnia belluaria är en fjärilsart som beskrevs av Achille Guenée 1858. Percnia belluaria ingår i släktet Percnia och familjen mätare. Inga underarter finns listade i Catalogue of Life.